# TV Clube (Teresina)
TV Clube é uma emissora de televisão brasileira sediada em Teresina, capital do estado do Piauí. Opera no canal 4 (26 UHF digital), e é afiliada à TV Globo. Foi fundada no dia 3 de dezembro de 1972, pelo engenheiro e professor Valter Alencar, sendo a primeira emissora de TV do Piauí. É a cabeça de rede da Rede Clube, que gera sua programação para 93 municípios e também para a TV Alvorada, de Floriano.

## História

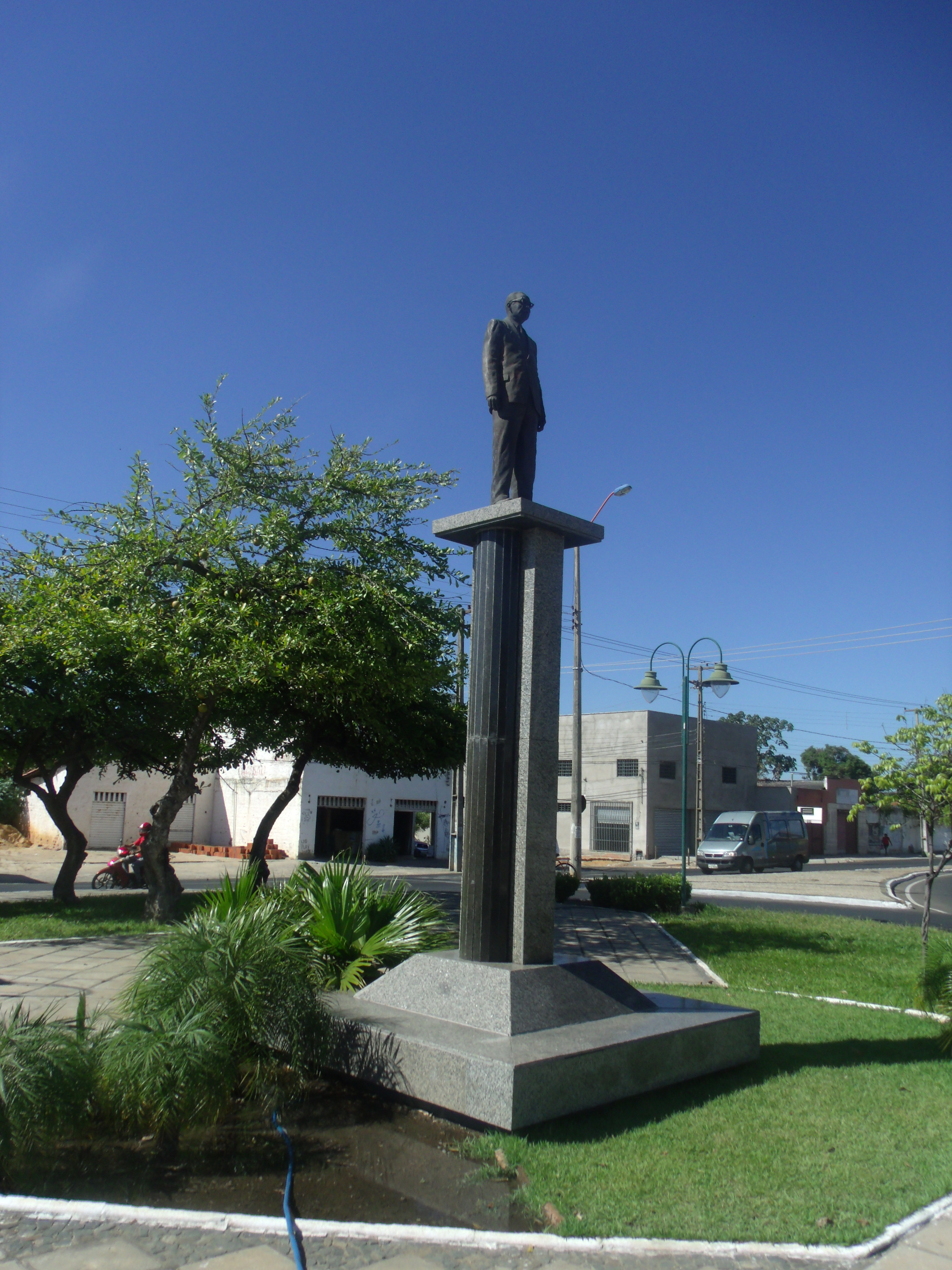
Estátua do fundador, Valter Alencar, na Av: Barão de Castelo Branco em Teresina.

A história da futura TV Clube de Teresina tem início em 1962, quando o engenheiro e professor Valter Alencar, então diretor da Rádio Clube (no ar desde 1960), entrou com pedido de concessão de emissora de TV, pretendendo criar uma "Universidade do Ar". Na época do pedido, o Estado do Piauí, ao contrário dos Estados vizinhos, era o único que não havia instalado ou inaugurado uma emissora de televisão.
No entanto, montar primeira emissora de TV do Piauí foi difícil: primeiro, com a notícia do pedido, houve resistência do mercado anunciante local que não conhecia a televisão, pois até então anunciava apenas em emissoras de rádio e jornais; segundo foi por conta da concessão na qual seria a primeira emissora de TV. Segundo Valter Alencar Filho, do pedido até concessão, o pai teve dificuldades: "A concessão foi o maior sofrimento do meu pai, pois existia outra pessoa de nome Valter Alencar que era comunista e teve esse entrave. Além disso, tinham políticos que não queriam que ele tivesse essa emissora nas mãos. Meu pai lutou, foi a Brasília até que o senador Petrônio Portela resolveu o problema e conseguiu o canal.", disse.
A concessão foi aprovada e publicada no Diário da União em 1965 pelo Ministério das Comunicações, como finalidade de TV comercial, com o nome de TV Rádio Clube de Teresina S/A (razão social da TV Clube).
Nos anos seguintes, Alencar formou diversos sócios para viabilizar a emissora, reunir dinheiro para construir a sede da emissora que passou ser chamado de Colosso do Monte Castelo e depois comprar equipamentos. Entre os parceiros, estavam o técnico em eletrônica Raimundo Nonato de Albuquerque.
Do pedido até entrada do ar, foram dez anos de espera pela liberação de canal de Televisão para o Piauí, o que muitos não acreditavam e para isso, Alencar sacrificou grande parte de seu modesto patrimônio, o que comprometeu a sua saúde, deixou de lado a sua rendosa advocacia e dedicou-se quase que exclusivamente à construção do "Colosso do Monte Castelo", onde seria a futura sede de seu empreendimento. Alencar fica conhecido como "Homem da TV no Piauí".
A TV Clube foi inaugurada em 3 de dezembro de 1972, após dois meses de testes. Foi lançado o primeiro slogan "A Força de um Ideal" (que permanece até hoje, mesmo com outros slogans). Em prédio próprio, recebeu o nome de "Edifício Presidente Médici". A primeira logomarca da emissora foi a Cabeça de Cuia, que foi até 1976.
As primeiras imagens a entrarem no ar foram do telejornal Tele Quatro, e o primeiro apresentador foi Gamalie Noronha, na época em que não havia teleprompter, em que Noronha lia as notícias em um papel e depois olhava para a câmera.
A programação intercalava várias atrações locais com as da Rede de Emissoras Independentes (formada pela TV Record e a TV Rio) e da Rede Tupi. Os primeiros anos de funcionamento da TV Clube foram passando e os problemas estruturais da empresa começaram a afetar, de forma direta, a sua relação com o público. Apesar de ter importado mão de obra do vizinho estado do Ceará, havia problemas neste campo, pois os profissionais locais vinham do rádio, sem experiência de TV. Depois, a empresa tinha origem no núcleo familiar e ao que tudo indica o idealizador da emissora também estava aprendendo a fazer. A emissora “sofria com a indefinição de conteúdo, falta de estrutura e de experiência de produção, carência de recursos e descompasso entre uma administração idealista e as exigências da lógica do mercado”.
De 1972 a 1976, o faturamento da emissora continuava baixo e a programação local era limitada, o que a impediu de propor uma boa grade de programação, devido aos empresários de Teresina ainda relutarem em investir no novo veículo e na mídia televisiva e a falta do incentivo do Governo do Piauí e de condições do comércio local. Este conjunto de problemas foi determinante para afiliação da TV Clube à Globo, fato que pôs fim a maioria dos programas produzidos em nível local.
Nos primeiros anos, os comerciais eram feitos "ao vivo", tendo também locutores lendo textos diante de alguns slides, até comprar e ampliar divisórias para uso de videotape para edições locais. Em 1973, segundo Segisnando Alencar, em uma festa promovida pela TV Clube, surgiu o convite para que a emissora seja afiliada à Rede Globo. “Nós estávamos em uma festa quando nos foi apresentado o Célio Pereira, um dos braços-direitos do Walter Clark, que era diretor de expansão da Globo. Ele disse que queria que nós fossemos a uma reunião no Rio de Janeiro, na sede da Globo, com o Clark, Boni e Roberto Marinho. E assim foi feito.", explicou.
Em dezembro do mesmo ano, dois anos depois da TV Clube entrar no ar, a emissora finalmente tornou-se afiliada da Rede Globo. Apesar da afiliação com a Globo, a programação da emissora continuava independente, intercalava programas locais com atrações da REI (formada pela TV Record e a TV Rio) e da Tupi.
Na época, apenas o Jornal Nacional e Fantástico eram exibidos ao vivo, enquanto outros programas (novelas, desenhos, séries, filmes, entre outras atrações) eram enviados por aviões diários via malote para Teresina, o que gerava atrasos em dias ou semanas em relação a programação exibida no eixo Rio-São Paulo, e muitas vezes a emissora era obrigada a repetir atrações do dia anterior quando havia algum problema durante o processo. Isso durou até 1983, quando a Globo passa a exibir toda a programação via satélite.
Com a programação atualizada e com transmissões "ao vivo", a TV Clube passou a fazer um investimento maior em pessoal: contratou os melhores profissionais do Estado e elaborou um cronograma de cursos. Nesse período, o departamento de jornalismo da empresa contava com apenas uma equipe de externa, onde o repórter mantinha uma grande sintonia com o cinegrafista e sua câmera V-8 e as matérias eram "editadas" em campo.
No dia 25 de janeiro de 1975, após dois meses de rigoroso tratamento médico, Valter Alencar morreu às 4h15 horas no Hospital Getúlio Vargas, por problemas de coração. Com a morte de Valter Alencar, seus filhos, Segisnando Alencar e Valter Alencar Filho, assumem o comando da TV Clube que, nos anos seguintes, passa a investir em mais equipamentos e na ampliação tanto da programação local quanto da Rede Globo.
Em 1976, passa a exibir, com exclusividade, a programação da Globo, com fim dos contratos com a REI e a Tupi. Nos anos 70, a emissora produzia produzia os programas TP Estúdio (apresentado pelo ator Tarcísio Prado e nas segundas-feiras pelo humorista e ex-vereador de Teresina, Deusdeth Nunes), Encontros e Debates (por Chico Costa); os programas de auditório Elvira Som & Imagem e Assunto Classe A (apresentadas pela colunista social, Elvira Raulino). No entanto, a emissora vivia o drama da falta de arquivo e da insuficiência técnica para atender simples requisição de imagem, por falta de fitas U-matic.
Em 1992, foi instituída a Fundação Valter Alencar, que é responsável por guardar todo o acervo histórico da TV Clube, além da realização de seminários, cursos de capacitação e distribuição bolsas de estudo. Tudo de acordo com os propósitos de Valter Alencar, em fornecer educação, para formar e informar os jovens do Piauí.
Em agosto de 1998, a TV Clube passa a ter sinal próprio de satélite, permitindo que as cidades do interior com retransmissoras passassem a receber o sinal com melhor qualidade e confiabilidade de som e imagem. Com isso, o sinal por via terrestre da Empresa de Telecomunicações do Piauí (Etelpi), empresa estatal do Governo do Estado, deixaram de serem usados por nova tecnologia. Graças à nova transmissão, nas cidades onde tem parabólicas (apontados ao satélite que transmite a emissora) conectados com receptores em estúdios que gera sinal à torre de retransmissão instalados para cidades ou regiões, nos anos seguintes, a emissora atinge 70% das cidades do Piauí.

Logotipo utilizado pela emissora de 2001 a 2012

No final de 2001, às vésperas das comemorações de 29 anos da emissora, a Clube passou a operar na internet com a criação do Web Piauí, seguindo exemplo da Globo.com, criado em 1999. Em 2006, às vésperas das comemorações de 34 anos da emissora, o Web Piauí é substituído pelo [http://portaldaclube.globo.com/ Portal da Clube.
Em 3 de dezembro de 2007, a emissora comemora seus 35 anos com grande festa e a inauguração do novo transmissor, garantindo maior qualidade de som e áudio que o telespectador recebe. A emissora lançou no Portal Clube sobre especial.
Até 31 de maio de 2011, a TV Clube era responsável pela cobertura de 184 dos 221 municípios piauienses (equivale a 85% do Estado), inclusive os sinais alcançava leste do Maranhão, oeste do Ceará e Pernambuco, além do noroeste da Bahia. Em 1º de junho daquele ano, a emissora perdeu presença em muitos municípios para TV Alvorada do Sul, que iniciou transmissões em via satélite no StarOne C1 em 2010, que até então, só era presente apenas em Floriano e Barão de Grajaú (Maranhão) pelo sinal analógico desde que entrou no ar em 1997.
A partir de então, a TV Alvorada passou a cobrir 39 municípios apenas no centro do Piauí, limite com o Maranhão e Pernambuco. Com a perda de presença dos municípios para a Alvorada, a Clube passou atender 145 municípios.
No decorrer de 2011 a 2012, a emissora deixou muitos municípios sem sinal, caindo de 145 para 71 municípios.
Em 1.º de abril de 2012 as TVs Clube e a Alvorada se unificam e formam a Rede Clube.

## Sinal digital
| Canal virtual | Canal digital | Resolução de tela | Programação                               |
| ------------- | ------------- | ----------------- | ----------------------------------------- |
| 4.1           | 26 UHF        | 1080i             | Programação principal da TV Clube / Globo |

A TV Clube iniciou os testes de sinal digital no Canal 26 UHF em maio de 2010.
Em 11 de junho, a emissora recebeu o primeiro lote de equipamentos para a instalação definitiva da TV Digital. Foram investidos mais de 4 milhões para a compra de um transmissor de 2,4KW de potência, capaz de cobrir com o sinal digital todas as regiões que já recebem o analógico através do Canal 4. De acordo com o gerente de engenharia da TV Clube, Sérgio Paiva, entre as partidas de futebol, o sinal de teste continuará sendo exibido no canal 26 UHF com trechos de programas da Rede Globo gravados em alta definição.
Em 23 de julho, a emissora recebeu o segundo lote de equipamentos para a instalação definitiva da TV Digital. A primeira transmissão em HD da TV Clube foi o primeiro jogo da Copa do Mundo em junho deste ano. A previsão é que a TV Clube inicie a transmissão em caráter definitivo no dia 16 de agosto, aniversário da capital piauiense.
Em 16 de agosto, estreou os novos cenários, e passou a transmitir em caráter definitivo o seu sinal Digital, no aniversário de Teresina.
Transição para o sinal digital
Com base no decreto federal de transição das emissoras de TV brasileiras do sinal analógico para o digital, a TV Clube, bem como as outras emissoras de Teresina e região metropolitana, cessou suas transmissões pelo canal 04 VHF em 30 de maio de 2018, seguindo o cronograma oficial da ANATEL. O sinal foi cortado às 23h59, durante o Profissão Repórter, e foi substituído pelo aviso do MCTIC e da ANATEL sobre o switch-off..

## Programas
Além de transmitir a programação nacional da TV Globo, atualmente a TV Clube produz os seguintes programas:
- Bom Dia Piauí: Telejornal, com Felipe Pereira;
- PITV 1.ª edição: Telejornal, com Marcelo Magno;
- PITV 2.ª edição: Telejornal, com Denise Freitas;
- Globo Esporte PI: Jornalístico esportivo, com Renan Morais;
- G1 em 1 Minuto Piauí: Boletim informativo, exibido durante a programação;
- Piauí de Riquezas: Programa de variedades, com Nayara Feitosa;
- Clube Rural: Jornalístico sobre agronegócio, com Ângela Bispo;
- Plantão Clube: Plantão jornalístico, exibido durante a programação;

Diversos outros programas compuseram a grade da emissora e foram descontinuados:
- Clube Notícia
- Programão
- Bom Dia Sábado

## Retransmissoras
A partir de 1998 e decorrer dos anos 2000, a emissora substituiu os enlaces (ou links) de antenas terrestres pela transmissão da programação via satélite ao interior do Piauí, com exerção dos enlaces próximos à capital Teresina. Para retransmitir seus sinais no interior, a TV Clube utiliza gratuitamente infraestrutura pertencente ao Poder Público, torres de transmissão de prefeituras (Prefeitura Municipal) ou da Empresa de Telecomunicações do Piauí (Etelpi), a quem também pertence a grande maioria das concessões de RTV que utiliza no Estado.
| Cidade                        | Analógico    | Digital | Cidade                  | Analógico              | Digital | Cidade                     | Analógico         | Digital | Cidade                   | Analógico | Digital |
| ----------------------------- | ------------ | ------- | ----------------------- | ---------------------- | ------- | -------------------------- | ----------------- | ------- | ------------------------ | --------- | ------- |
| Agricolândia                  | 11           | -       | Água Branca             | 08                     | -       | Alto Longá                 | 27                | -       | Altos                    | 12        | -       |
| Angical do Piauí              | 13           | -       | Aroazes                 | -                      | -       | Assunção do Piauí          | -                 | -       | Avelino Lopes            | -         | -       |
| Baixa Grande do Ribeiro       | -            | -       | Barra d'Alcântara       | -                      | -       | Barras                     | 12                | -       | Barro Duro               | 09        | -       |
| Batalha                       | 40           | -       | Beneditinos             | -                      | -       | Boa Hora                   | -                 | -       | Bocaina                  | -         | -       |
| Bom Princípio do Piauí        | -            | -       | Boqueirão do Piauí      | -                      | -       | Brasileira                 | -                 | -       | Buriti dos Lopes         | 09        | -       |
| Buriti dos Montes             | -            | -       | Cabeceiras do Piauí     | 09                     | -       | Cajueiro da Praia          | -                 | -       | Campo Largo do Piauí     | -         | -       |
| Campo Maior                   | 13           | -       | Canavieira              | 09                     | -       | Canto do Buriti            | 09                | -       | Capitão de Campos        | -         | -       |
| Castelo do Piauí              | -            | -       | Cocal                   | 07                     | -       | Cocal de Telha             | -                 | -       | Coivaras                 | -         | -       |
| Corrente                      | 20           | -       | Cristino Castro         | -                      | -       | Curimatá                   | 09                | -       | Demerval Lobão           | -         | 26      |
| Domingos Mourão               | -            | -       | Elesbão Veloso          | 07                     | -       | Esperantina                | 13                | -       | Francinópolis            | -         | -       |
| Gilbués                       | 13           | -       | Hugo Napoleão           | 09                     | -       | Inhuma                     | 13                | -       | Itainópolis              | 09        | -       |
| Jaicós                        | -            | -       | Jardim do Mulato        | 09                     | -       | Jatobá do Piauí            | -                 | -       | Joaquim Pires            | 03        | -       |
| José de Freitas 04 - 26 UHF - | Lagoa Alegre | -       | -                       | Lagoa de São Francisco | -       | -                          | Lagoinha do Piauí | 09      | -                        |           |         |
| Luís Correia                  | 08           | 29      | Luzilândia              | 30                     | -       | Matias Olímpio             | 11                | -       | Miguel Alves             | -         | -       |
| Miguel Leão                   | 13           | -       | Milton Brandão          | -                      | -       | Monsenhor Gil              | 13                | -       | Morro do Chapéu do Piauí | -         | -       |
| Nazária                       | -            | 26      | Nossa Senhora de Nazaré | -                      | -       | Nossa Senhora dos Remédios | -                 | -       | Novo Oriente do Piauí    | -         | -       |
| Olho d'Água do Piauí          | -            | -       | Palmeirais              | 07                     | -       | Parnaguá                   | -                 | -       | Parnaíba                 | -         | 29      |
| Passagem Franca do Piauí      | 11           | -       | Paulistana              | 03                     | -       | Pedro II                   | 09                | -       | Pimenteiras              | 09        | -       |
| Piracuruca                    | 09           | -       | Piripiri                | 09                     | -       | Porto                      | -                 | -       | Prata do Piauí           | 09        | -       |
| Redenção do Gurgueia          | -            | -       | Regeneração             | 11                     | -       | Ribeiro Gonçalves          | -                 | -       | Santa Cruz dos Milagres  | 11        | -       |
| Simplício Mendes              | 13           | -       | Simões                  | 05                     | 26*     | Socorro do Piauí           | -                 | -       | São Félix do Piauí       | -         | -       |
| São Gonçalo do Piauí          | -            | -       | São José do Divino      | -                      | -       | São João da Serra          | 07                | -       | São João do Piauí        | -         | -       |
| São Miguel da Baixa Grande    | -            | -       | São Miguel do Tapuio    | -                      | -       | São Pedro do Piauí         | 11                | -       | São Raimundo Nonato      | 03        | -       |
| União                         | 47           | -       | Valença do Piauí        | 12                     | -       | Várzea Grande              | 55                | -       |                          |           |         |